# The Boke of Cokery
The Boke of Cokery (em português: O Livro de Culinária) é o primeiro livro de culinária impresso em inglês. Apesar do nome do autor ser desconhecido, o livro foi impresso e publicado por Richard Pynson, um dos primeiros impressores de livros na Inglaterra, em 1500. O livro permaneceu sendo impresso por muitos anos através do século XVI, mas foi substituído e esquecido no século XVIII. A única cópia sobrevivente conhecida do livro está na posse de Ceawlin Thynn, 8º Marquês de Bath em Longleat House, Wiltshire.

## Antecedentes
No início do século XVI, livros de culinária não eram novidade na Inglaterra. A Biblioteca Britânica tem um manuscrito, A Boke of Kokery, datado de cerca de 1440, que se baseia fortemente em trabalhos publicados anteriormente, mais exatamente English Cookery Book de 1430, com 182 receitas precedidas por listas de comidas servidas em dois banquetes, um para o rei Ricardo II em 1387 e outro para John Stafford, Arcebispo da Cantuária em 1443, fazendo-se acreditar que foi escrito para uma família aristocrática. Como todos os manuscritos, esses livros eram caros e raros, apenas famílias mais abastadas poderiam pagar por eles. Quando William Caxton introduziu a impressão na Inglaterra em 1476, os cerca de oitenta livros que ele imprimiu não incluíam nenhuma obra sobre culinária, portanto, essa inovação coube a Richard Pynson, nove anos após a morte de Caxton.

A frase de abertura define o propósito do trabalho:
Aqui começa um nobre livro de festas reais e culinária, um livro para um príncipe ou qualquer outra propriedade; e faça como você achar mais divertido dentro deste livro.

## Conteúdo
O historiador Stephen Mennell descreve o livro como “de caráter essencialmente medieval”, focando nos banquetes em residências aristocráticas. Não foi até o final do século XVI que os livros de culinária começaram a dar receitas cotidianas para uso doméstico comum. O livro fornece detalhes de inúmeras festas reais históricas, com base em um manuscrito antigo de receitas que agora está localizado em Holkham Hall, Norfolk. Um exemplo é “A festa do rei Henrique IV para os homens do Condado de Hainaut e os franceses quando eles competiram em justa em Smithfield”, que compreendia três pratos de caça exótica e carnes, incluindo “creme de amêndoas; cotovias guisadas; carne de veado e perdiz grelhado; codorniz-comum, garça; rabanetes, tarambolas; e uma lixivia com batedores”.

Também no livro estão os detalhes da “Festa de meu senhor, chanceler, Arcebispo de Iorque [...] em Iorque no ano de Nosso Senhor 1465”. Sessenta e dois cozinheiros foram empregados na preparação do banquete. Os grandes pássaros foram servidos com sua plumagem, o pavão com sua cauda aberta. Entre as bebidas estava uma espécie de vinho apimentado:
Para um litro de vinho tinto, adicione uma onça de canela e meia onça de gengibre; um quarto de onça de grãos do paraíso e pimenta longa e meia libra de açúcar. Amasse tudo isso, não muito pequeno, e coe o vinho em um saco de pano.
Entre as receitas do livro estão muitas de pratos que posteriormente caíram em desuso, como Comyne, um prato de leite de amêndoas temperado com cominho e engrossado com ovos, Jusselle, um caldo de carne com cerveja, Burknade, um prato de vitela e ovos, e Charmerchande, um ensopado de carneiro com sálvia e salsa, engrossado com pão ralado.

## Posterioridade
O livro foi anotado por Andrew Maunsell, um bibliógrafo inglês, em seu catálogo de livros impressos na Inglaterra no ano de 1595 como estando em circulação na década de 1530 sob o título de Um nobre livro de festas reais e culinária para a residência do príncipe. É acreditado que o livro foi o único no mercado por muitos anos; o rival de Pynson, Wynkyn de Worde, lançou O Livro de Escultura em 1508, que se sobrepõe a ponto de descrever banquetes principescos e nobres, mas se concentra no servir ao invés no cozinhar para tais festas. Não foi até a década de 1540 que um sucessor reconhecível foi publicado, sendo Um Adequado Novo Livro de Culinária de 1545. O livro de Pynson foi esquecido no século XVIII, quando Samuel Pegge, um antiquário e clérigo inglês, publicou uma pesquisa dos primeiros livros de culinária inglesa na introdução de sua edição de Fôrma de Cury em 1780. Em 1810 em Antiguidades Tipográficas, Thomas Dibdin registrou que não se sabia se alguém ainda possuía uma cópia do livro.
Em 1954, a cópia do livro na biblioteca de Longleat House, a única cópia sobrevivente conhecida, foi emprestada para uma exposição de livros de culinária que remontava a mais de 450 anos em Londres, celebrando o fim do racionamento de alimentos durante e após a Segunda Guerra Mundial.